# Михаил Стрифно
Михаил Стрифно (на гръцки: Μιχαὴλ Στρυφνός) е високопоставен византийски сановник на служба при императорите от династията на Анелите.
За първи път Стрифно се спомена през 1192 г. като севаст и отговорник за вестиария при император Исак II Ангел. По-късно Стрифно се жени за Теодора Каматирина, сестра на императрица Ефросина – съпругата на император Алексий III Ангел. Посредством тези семейни връзки Стрифно се издига до позицията на велик дука и друнгарий на флота, след като Алексий III Ангел заема престола. Съвременникът му Никита Хониат описва Михаил Стрифно като човек с необичайна алчност и рядка непочтенност, който разпродавал корабните платна, котвите и друг инвентар на флота, до последния гвоздей на корабите. Действията на Стрифно маркират истинския край на ромейския флот, който няколко години по-късно не успява да се противопостави на Четвъртия кръстоносен поход. Михаил Стрифно е начело на опозицията срещу влиятелния Константин Месопотамит, който бил отстранен от власт благодарение на машинациите на Стрифно.
Като велик дука Михаил Стрифно е и управител на обединената област Елада и Пелопонес и в качеството си на такъв през 1201 – 1202 г. заминава за Атина, за да се противопостави на нарастващата мощ на Лъв Сгур – местен магнат, превърнал се в самостоятелен владетел. Въпреки че Стрифно не постига успех в борбата срещу Сгура, местният митрополит Михаил Хониат съставя един панагерик в чест на Михаил. Съхранени са три печата на Михаил Стрифон, както и един негов емайлиран златен пръстен, който вероятно е получил при назначаването си за велик дука.